# Romeu Moises

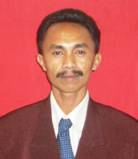
Romeu Moises

Romeu Moises (* 20. November 1975 in Balibo, Bobonaro, Portugiesisch-Timor) ist ein Politiker aus Osttimor. Er ist Mitglied der Partei Congresso Nacional da Reconstrução Timorense (CNRT).
Moises ist der Gründer und Direktor des Instituto da Cultura Nacional. Von 2007 bis 2012 war er Abgeordneter des Nationalparlament Osttimors. Er war Mitglied der Kommission für Gesundheit, Bildung und Kultur (Kommission F).
Bei den Parlamentswahlen 2017 kandidierte Moises erfolglos auf Listenplatz 53 des CNRT, ebenso 2023. Doch am 4. Juli 2023 rückte er für ausgeschiedene Parlamentarier nach. Er ist nun Mitglied der Kommission für konstitutionelle Fragen und Justiz (Kommission A).